# 2011
| [ Edytuj tabelę ]                                                | |
| Prezydent Polski                                                 | - 2010 Bronisław Komorowski 2015 |
| Premier Polski                                                   | - 2007 Donald Tusk 2014 |
| Prezydent Abchazji                                               | - 2005 Siergiej Bagapsz 2011 - 2011 Aleksandr Ankwab 2014                                                                                         |
| Premier Abchazji                                                 | - 2010 Siergiej Szamba 2011 - 2011 Leonid Łakierbaja 2014                                                                                         |
| Prezydent Afganistanu                                            | - 2001 Hamid Karzaj 2014 |
| Prezydent Albanii                                                | - 2007 Bamir Topi 2012 |
| Premier Albanii                                                  | - 2005 Sali Berisha 2013 |
| Prezydent Algierii                                               | - 1999 Abd al-Aziz Buteflika 2019 |
| Premier Algierii                                                 | - 2008 Ahmad Ujahja 2012 |
| Współksiążęta Andory                                             | - 2003 Joan Enric Vives Sicília - 2007 Nicolas Sarkozy 2012                                                                                       |
| Premier Andory                                                   | - 2009 Jaume Bartumeu 2011 - 2011 Antoni Martí 2019                                                                                               |
| Prezydent Angoli                                                 | - 1979 José Eduardo dos Santos 2017 |
| Premier Antigui i Barbudy                                        | - 2004 Baldwin Spencer 2014 |
| Król Arabii Saudyjskiej                                          | - 2005 Abd Allah ibn Abd al-Aziz Al Su’ud 2015 |
| Prezydent Argentyny                                              | - 2007 Cristina Fernández de Kirchner 2015 |
| Prezydent Armenii                                                | - 2008 Serż Sarkisjan 2018 |
| Premier Armenii                                                  | - 2008 Tigran Sarkisjan 2014 |
| Prezydent Autonomii Palestyńskiej                                | - 2005 Mahmud Abbas 2013 |
| Premier Australii                                                | - 2010 Julia Gillard 2013 |
| Prezydent Austrii                                                | - 2004 Heinz Fischer 2016 |
| Kanclerz Austrii                                                 | - 2008 Werner Faymann 2016 |
| Prezydent Azerbejdżanu                                           | - 2003 İlham Əliyev |
| Premier Azerbejdżanu                                             | - 2003 Artur Rasizadə 2018 |
| Premier Bahamów                                                  | - 2007 Hubert Ingraham 2012 |
| Król Bahrajnu                                                    | - 2002 Hamad ibn Isa Al Chalifa |
| Premier Bahrajnu                                                 | - 1970 Chalifa ibn Salman Al Chalifa 2020 |
| Prezydent Bangladeszu                                            | - 2009 Zillur Rahman 2013 |
| Premier Bangladeszu                                              | - 2009 Sheikh Hasina 2024 |
| Premier Barbadosu                                                | - 2010 Freundel Stuart 2018 |
| Król Belgów                                                      | - 1993 Albert II 2013 |
| Premier Belgii                                                   | - 2009 Yves Leterme 2011 - 2011 Elio Di Rupo 2014                                                                                                 |
| Premier Belize                                                   | - 2008 Dean Barrow 2020 |
| Prezydent Beninu                                                 | - 2006 Yayi Boni 2016 |
| Król Bhutanu                                                     | - 2006 Jigme Khesar Namgyel Wangchuck |
| Premier Bhutanu                                                  | - 2008 Jigme Thinley 2013 |
| Prezydent Białorusi                                              | - 1994 Alaksandr Łukaszenka |
| Premier Białorusi                                                | - 2010 Michaił Miasnikowicz 2014 |
| Prezydent Boliwii                                                | - 2006 Evo Morales 2019 |
| Przewodniczący Prezydium Bośni i Hercegowiny                     | - 2010 Nebojša Radmanović 2011 - 2011 Željko Komšić 2012                                                                                          |
| Premier Bośni i Hercegowiny                                      | - 2007 Nikola Špirić 2012 |
| Prezydent Botswany                                               | - 2008 Seretse Ian Khama 2018 |
| Prezydent Brazylii                                               | - 2003 Luiz Inácio Lula da Silva 2011 - 2011 Dilma Rousseff 2016                                                                                  |
| Sułtan Brunei                                                    | - 1967 Hassanal Bolkiah |
| Prezydent Bułgarii                                               | - 2002 Georgi Pyrwanow 2012 |
| Premier Bułgarii                                                 | - 2009 Bojko Borisow 2013 |
| Prezydent Burkiny Faso                                           | - 1987 Blaise Compaoré 2014 |
| Premier Burkiny Faso                                             | - 2007 Tertius Zongo 2011 - 2011 Luc-Adolphe Tiao 2014                                                                                            |
| Prezydent Burundi                                                | - 2005 Pierre Nkurunziza 2020 |
| Prezydent Chile                                                  | - 2010 Sebastián Piñera 2014 |
| Przewodniczący ChRL                                              | - 2003 Hu Jintao 2013 |
| Premier Chin                                                     | - 2003 Wen Jiabao 2013 |
| Prezydent Chorwacji                                              | - 2010 Ivo Josipović 2015 |
| Premier Chorwacji                                                | - 2009 Jadranka Kosor 2011 - 2011 Zoran Milanović 2016                                                                                            |
| Prezydent Cypru                                                  | - 2008 Dimitris Christofias 2013 |
| Prezydent Cypru Północnego                                       | - 2010 Derviş Eroğlu 2015 |
| Prezydent Czadu                                                  | - 1990 Idriss Déby 2021 |
| Premier Czadu                                                    | - 2010 Emmanuel Nadingar 2013 |
| Prezydent Czarnogóry                                             | - 2006 Filip Vujanović 2018 |
| Premier Czarnogóry                                               | - 2010 Igor Lukšić 2012 |
| Prezydent Czech                                                  | - 2003 Václav Klaus 2013 |
| Premier Czech                                                    | - 2010 Petr Nečas 2013 |
| Król Danii                                                       | - 1972 Małgorzata II 2024 |
| Premier Danii                                                    | - 2009 Lars Løkke Rasmussen 2011 - 2011 Helle Thorning-Schmidt 2015                                                                               |
| Prezydent DR Konga                                               | - 2001 Joseph Kabila 2019 |
| Premier DR Konga                                                 | - 2008 Adolphe Muzito 2012 |
| Dalajlama                                                        | - 1940 Tenzin Gjaco |
| Prezydent Dominikany                                             | - 2004 Leonel Fernández 2012 |
| Prezydent Dominiki                                               | - 2003 Nicholas Liverpool 2012 |
| Premier Dominiki                                                 | - 2004 Roosevelt Skerrit |
| Prezydent Dżibuti                                                | - 1999 Ismail Omar Guelleh |
| Premier Dżibuti                                                  | - 2001 Dileita Mohamed Dileita 2013 |
| Prezydent Egiptu                                                 | - 1981 Husni Mubarak 2011 - 2011 Muhammad Husajn Tantawi 2012                                                                                     |
| Premier Egiptu                                                   | - 2004 Ahmad Nazif 2011 - 2011 Ahmad Szafik 2011 - 2011 Isam Szaraf 2011 - 2011 Kamal al-Dżanzuri 2012                                            |
| Prezydent Ekwadoru                                               | - 2007 Rafael Correa 2017 |
| Prezydent Erytrei                                                | - 1993 Isajas Afewerki |
| Prezydent Estonii                                                | - 2006 Toomas Hendrik Ilves 2016 |
| Premier Estonii                                                  | - 2005 Andrus Ansip 2014 |
| Prezydent Etiopii                                                | - 2001 Gyrma Uelde-Gijorgis 2013 |
| Premier Etiopii                                                  | - 1995 Meles Zenawi 2012 |
| Przew. Komisji Europejskiej                                      | - 2004 José Manuel Durão Barroso (Portugalia) 2014                                                                                                |
| Przew. Rady Europejskiej                                         | - 2009 Herman Van Rompuy (Belgia) 2014 |
| Prezydent Fidżi                                                  | - 2009 Epeli Nailatikau 2015 |
| Premier Fidżi                                                    | - 2007 Frank Bainimarama 2022 |
| Prezydent Filipin                                                | - 2010 Benigno Aquino III 2016 |
| Prezydent Finlandii                                              | - 2000 Tarja Halonen 2012 |
| Premier Finlandii                                                | - 2010 Mari Kiviniemi 2011 - 2011 Jyrki Katainen 2014                                                                                             |
| Prezydent Francji                                                | - 2007 Nicolas Sarkozy 2012 |
| Premier Francji                                                  | - 2007 François Fillon 2012 |
| Prezydent Gabonu                                                 | - 2009 Ali Bongo Ondimba 2023 |
| Premier Gabonu                                                   | - 2009 Paul Biyoghé Mba 2012 |
| Prezydent Gambii                                                 | - 1994 Yahya Jammeh 2017 |
| Prezydent Ghany                                                  | - 2009 John Atta-Mills 2012 |
| Prezydent Grecji                                                 | - 2005 Karolos Papulias 2015 |
| Premier Grecji                                                   | - 2009 Jorgos Papandreu 2011 - 2011 Lukas Papadimos 2012                                                                                          |
| Premier Grenady                                                  | - 2008 Tillman Thomas 2013 |
| Prezydent Gruzji                                                 | - 2008 Micheil Saakaszwili 2013 |
| Premier Gruzji                                                   | - 2009 Nika Gilauri 2012 |
| Prezydent Gujany                                                 | - 1999 Bharrat Jagdeo 2011 - 2011 Donald Ramotar 2015                                                                                             |
| Premier Gujany                                                   | - 1999 Samuel Hinds 2015 |
| Prezydent Gwatemali                                              | - 2008 Álvaro Colom 2012 |
| Prezydent Gwinei                                                 | - 2010 Alpha Condé 2021 |
| Premier Gwinei                                                   | - 2010 Mohamed Saïd Fofana 2015 |
| Prezydent Gwinei Bissau                                          | - 2009 Malam Bacai Sanhá 2012 |
| Premier Gwinei Bissau                                            | - 2009 Carlos Gomes Júnior 2012 |
| Prezydent Gwinei Równikowej                                      | - 1979 Teodoro Obiang Nguema Mbasogo |
| Premier Gwinei Równikowej                                        | - 2008 Ignacio Milam Tang 2012 |
| Prezydent Haiti                                                  | - 2006 René Préval 2011 - 2011 Michel Martelly 2016                                                                                               |
| Premier Haiti                                                    | - 2009 Jean-Max Bellerive 2011 - 2011 Garry Conille 2012                                                                                          |
| Król Hiszpanii                                                   | - 1975 Jan Karol I 2014 |
| Premier Hiszpanii                                                | - 2004 José Luis Rodríguez Zapatero 2011 - 2011 Mariano Rajoy 2018                                                                                |
| Król Holandii                                                    | - 1980 Beatrycze 2013 |
| Premier Holandii                                                 | - 2010 Mark Rutte 2024 |
| Prezydent Hondurasu                                              | - 2010 Porfirio Lobo Sosa 2014 |
| Najwyższy przywódca Iranu                                        | - 1989 Ali Chamenei |
| Prezydent Iranu                                                  | - 2005 Mahmud Ahmadineżad 2013 |
| Prezydent Iraku                                                  | - 2005 Dżalal Talabani 2014 |
| Premier Iraku                                                    | - 2006 Nuri al-Maliki 2014 |
| Prezydent Indii                                                  | - 2007 Pratibha Patil 2012 |
| Premier Indii                                                    | - 2004 Manmohan Singh 2014 |
| Prezydent Indonezji                                              | - 2004 Susilo Bambang Yudhoyono 2014 |
| Prezydent Irlandii                                               | - 1997 Mary McAleese 2011 - 2011 Michael D. Higgins                                                                                               |
| Premier Irlandii                                                 | - 2008 Brian Cowen 2011 - 2011 Enda Kenny 2017 |
| Prezydent Islandii                                               | - 1996 Ólafur Ragnar Grímsson 2016 |
| Premier Islandii                                                 | - 2009 Jóhanna Sigurðardóttir 2013 |
| Prezydent Izraela                                                | - 2007 Szimon Peres 2014 |
| Premier Izraela                                                  | - 2009 Binjamin Netanjahu 2021 |
| Premier Jamajki                                                  | - 2007 Bruce Golding 2011 - 2011 Andrew Holness 2012                                                                                              |
| Cesarz Japonii                                                   | - 1989 Akihito 2019 |
| Premier Japonii                                                  | - 2010 Naoto Kan 2011 - 2011 Yoshihiko Noda 2012                                                                                                  |
| Prezydent Jemenu                                                 | - 1990 Ali Abd Allah Salih 2012 |
| Król Jordanii                                                    | - 1999 Abd Allah II |
| Premier Jordanii                                                 | - 2009 Samir ar-Rifa’i 2011 - 2011 Maruf al-Bachit 2011 - 2011 Aun Szaukat al-Chasawina 2012                                                      |
| Król Kambodży                                                    | - 2004 Norodom Sihamoni |
| Premier Kambodży                                                 | - 1993 Hun Sen 2023 |
| Prezydent Kamerunu                                               | - 1982 Paul Biya |
| Premier Kamerunu                                                 | - 2009 Philémon Yang 2019 |
| Premier Kanady                                                   | - 2006 Stephen Harper 2015 |
| Prezydent Górskiego Karabachu                                    | - 2007 Bako Sahakian 2020 |
| Emir Kataru                                                      | - 1995 Hamad ibn Chalifa 2013 |
| Premier Kataru                                                   | - 2007 Hamad ibn Dżasim ibn Dżabr 2013 |
| Prezydent Kazachstanu                                            | - 1991 Nursułtan Nazarbajew 2019 |
| Premier Kazachstanu                                              | - 2007 Kärym Mäsymow 2012 |
| Prezydent Kenii                                                  | - 2002 Mwai Kibaki 2013 |
| Prezydent Kirgistanu                                             | - 2010 Roza Otunbajewa 2011 - 2011 Ałmazbek Atambajew 2017                                                                                        |
| Premier Kirgistanu                                               | - 2010 Ałmazbek Atambajew 2011 - 2011 Ömürbek Babanow (p.o.) 2011 - 2011 Ałmazbek Atambajew 2011 - 2011 Ömürbek Babanow 2012                      |
| Prezydent Kolumbii                                               | - 2010 Juan Manuel Santos 2018 |
| Prezydent Konga                                                  | - 1997 Denis Sassou-Nguesso |
| Patriarcha Konstantynopola                                       | - 1991 Bartłomiej I |
| Prezydent Korei Południowej                                      | - 2008 Lee Myung-bak 2013 |
| Premier Korei Południowej                                        | - 2010 Kim Hwang-sik 2013 |
| Prezydent KRLD                                                   | - 1998 Kim Il Sŏng („Wieczny Prezydent”) 2019 |
| Najwyższy Przywódca KRLD                                         | - 1994 Kim Dzong Il 2011 - 2011 Kim Dzong Un |
| Premier KRLD                                                     | - 2010 Ch’oe Yŏng Rim 2013 |
| Prezydent Kosowa                                                 | - 2010 Jakup Krasniqi (p.o.) 2011 - 2011 Behgjet Pacolli 2011 - 2011 Jakup Krasniqi (p.o.) 2011 - 2011 Atifete Jahjaga 2016                       |
| Premier Kosowa                                                   | - 2008 Hashim Thaçi 2014 |
| Prezydent Kostaryki                                              | - 2010 Laura Chinchilla Miranda 2014 |
| Przewodniczący Rady Państwa Kuby                                 | - 2008 Raúl Castro 2018 |
| Emir Kuwejtu                                                     | - 2006 Sabah IV 2020 |
| Premier Kuwejtu                                                  | - 2006 Nasir al-Muhammad al-Ahmad as-Sabah 2011 - 2011 Jaber Al-Mubarak Al-Hamad Al-Sabah 2019                                                    |
| Prezydent Laosu                                                  | - 2006 Choummaly Sayasone 2016 |
| Król Lesotho                                                     | - 1996 Letsie III |
| Premier Lesotho                                                  | - 1998 Pakalitha Mosisili 2012 |
| Prezydent Libanu                                                 | - 2008 Michel Sulaiman 2014 |
| Premier Libanu                                                   | - 2009 Sad al-Hariri 2011 - 2011 Nadżib Mikati 2014                                                                                               |
| Prezydent Liberii                                                | - 2006 Ellen Johnson-Sirleaf 2018 |
| Przywódca Libii                                                  | - 1969 Mu’ammar al-Kaddafi 2011 - 2011 Mustafa Muhammad Abd al-Dżalil 2012                                                                        |
| Premier Libii                                                    | - 2006 Al-Baghdadi Ali al-Mahmudi 2011 - 2011 Mahmud Dżibril 2011 - 2011 Ali at-Tarhuni (p.o.) 2011 - 2011 Abd ar-Rahim al-Kib 2012               |
| Sekretarz generalny PKL Libii                                    | - 2010 Muhammad Abu al-Kasim az-Zuwajj 2011 |
| Książę Liechtensteinu                                            | - 1989 Jan Adam II |
| Premier Liechtensteinu                                           | - 2009 Klaus Tschütscher 2013 |
| Prezydent Litwy                                                  | - 2009 Dalia Grybauskaitė 2019 |
| Premier Litwy                                                    | - 2008 Andrius Kubilius 2012 |
| Wielki książę Luksemburga                                        | - 2000 Henryk |
| Premier Luksemburga                                              | - 1995 Jean-Claude Juncker 2013 |
| Prezydent Łotwy                                                  | - 2007 Valdis Zatlers 2011 - 2011 Andris Bērziņš 2015                                                                                             |
| Premier Łotwy                                                    | - 2009 Valdis Dombrovskis 2014 |
| Prezydent Macedonii                                              | - 2009 Ǵorge Iwanow 2019 |
| Premier Macedonii                                                | - 2006 Nikoła Gruewski 2016 |
| Prezydent Madagaskaru                                            | - 2009 Andry Rajoelina 2014 |
| Premier Madagaskaru                                              | - 2009 Albert Camille Vital 2011 - 2011 Omer Beriziky 2014                                                                                        |
| Prezydent Malawi                                                 | - 2004 Bingu wa Mutharika 2012 |
| Prezydent Malediwów                                              | - 2008 Mohamed Nasheed 2012 |
| Król Malezji                                                     | - 2006 Tuanku Mizan Zainal Abidin 2011 - 2006 Tuanku Abdul Halim 2011                                                                             |
| Premier Malezji                                                  | - 2009 Najib Razak 2018 |
| Prezydent Mali                                                   | - 2002 Amadou Toumani Touré 2012 |
| Premier Mali                                                     | - 2007 Modibo Sidibé 2011 - 2011 Cissé Mariam Kaïdama Sidibé 2012                                                                                 |
| Prezydent Malty                                                  | - 2009 George Abela 2014 |
| Premier Malty                                                    | - 2004 Lawrence Gonzi 2013 |
| Król Maroka                                                      | - 1999 Muhammad VI |
| Premier Maroka                                                   | - 2007 Abbas al-Fasi 2011 - 2011 Abdelilah Benkirane 2017                                                                                         |
| Prezydent Mauretanii                                             | - 2009 Muhammad uld Abd al-Aziz 2019 |
| Premier Mauretanii                                               | - 2008 Maulaj uld Muhammad al-Aghzaf 2014 |
| Prezydent Mauritiusa                                             | - 2003 Anerood Jugnauth 2012 |
| Premier Mauritiusa                                               | - 2005 Navin Ramgoolam 2014 |
| Prezydent Meksyku                                                | - 2006 Felipe Calderón 2012 |
| Prezydent Mikronezji                                             | - 2007 Manny Mori 2015 |
| Prezydent Mjanmy                                                 | - 2011 Thein Sein 2016 |
| Przewodniczący Państwowej Rady Pokoju i Rozwoju Mjanmy           | - 1997 Than Shwe 2011 |
| Premier Mjanmy                                                   | - 2007 Thein Sein 2011 |
| Prezydent Mołdawii                                               | - 2010 Marian Lupu (p.o.) 2012 |
| Premier Mołdawii                                                 | - 2009 Vlad Filat 2013 |
| Książę Monako                                                    | - 2005 Albert II |
| Minister stanu Monako                                            | - 2010 Michel Roger 2015 |
| Prezydent Mongolii                                               | - 2009 Cachiagijn Elbegdordż 2017 |
| Premier Mongolii                                                 | - 2009 Süchbaataryn Batbold 2012 |
| Prezydent Mozambiku                                              | - 2005 Armando Guebuza 2015 |
| Premier Mozambiku                                                | - 2010 Aires Ali 2012 |
| Prezydent Naddniestrza                                           | - 1991 Igor Smirnow 2011 - 2011 Jewgienij Szewczuk 2016                                                                                           |
| Prezydent Namibii                                                | - 2005 Hifikepunye Pohamba 2015 |
| Premier Namibii                                                  | - 2005 Nahas Angula 2012 |
| Sekretarz generalny NATO                                         | - 2009 Anders Fogh Rasmussen (Dania) 2014 |
| Prezydent Nauru                                                  | - 2007 Marcus Stephen 2011 - 2011 Frederick Pitcher 2011 - 2011 Sprent Dabwido 2013                                                               |
| Prezydent Nepalu                                                 | - 2008 Ram Baran Yadav 2015 |
| Premier Nepalu                                                   | - 2009 Madhav Kumar Nepal 2011 - 2011 Jhala Nath Khanal 2011 - 2011 Baburam Bhattarai 2013                                                        |
| Prezydent Niemiec                                                | - 2010 Christian Wulff 2012 |
| Kanclerz Niemiec                                                 | - 2005 Angela Merkel 2021 |
| Prezydent Nigru                                                  | - 2010 Salou Djibo 2011 - 2011 Mahamadou Issoufou 2021                                                                                            |
| Premier Nigru                                                    | - 2010 Mahamadou Danda 2011 - 2011 Brigi Rafini 2021                                                                                              |
| Prezydent Nigerii                                                | - 2010 Goodluck Jonathan 2015 |
| Prezydent Nikaragui                                              | - 2007 Daniel Ortega 2025 |
| Król Norwegii                                                    | - 1991 Harald V |
| Premier Norwegii                                                 | - 2005 Jens Stoltenberg 2013 |
| Premier Nowej Zelandii                                           | - 2008 John Key 2016 |
| Prezydent Osetii Południowej                                     | - 2001 Eduard Kokojty 2011 - 2011 Wadim Browcem (p.o.) 2012                                                                                       |
| Sułtan Omanu                                                     | - 1970 Kabus ibn Sa’id 2020 |
| Sekretarz generalny ONZ                                          | - 2007 Ban Ki-moon (Korea Południowa) 2016 |
| Prezydent Pakistanu                                              | - 2008 Asif Ali Zardari 2013 |
| Premier Pakistanu                                                | - 2008 Yousaf Raza Gilani 2012 |
| Prezydent Palau                                                  | - 2009 Johnson Toribiong 2013 |
| Prezydent Panamy                                                 | - 2009 Ricardo Martinelli 2014 |
| Papież                                                           | - 2005 Benedykt XVI 2013 |
| Premier Papui-Nowej Gwinei                                       | - 2002 Michael Somare 2011 - 2011 Peter O’Neill 2019                                                                                              |
| Prezydent Paragwaju                                              | - 2008 Fernando Lugo 2012 |
| Prezydent Peru                                                   | - 2006 Alan García Pérez 2011 - 2011 Ollanta Humala 2016                                                                                          |
| Premier Peru                                                     | - 2010 José Antonio Chang 2011 - 2011 Rosario Fernández 2011 - 2011 Salomón Lerner Ghitis 2011 - 2011 Oscar Valdés 2012                           |
| Prezydent Południowej Afryki                                     | - 2009 Jacob Zuma 2018 |
| Prezydent Portugalii                                             | - 2006 Aníbal Cavaco Silva 2016 |
| Premier Portugalii                                               | - 2005 José Sócrates 2011 - 2011 Pedro Passos Coelho 2015                                                                                         |
| Sekretarz generalny Rady Europy                                  | - 2009 Thorbjørn Jagland (Norwegia) 2019 |
| Prezydent Republiki Środkowoafrykańskiej                         | - 2003 François Bozizé 2013 |
| Premier Republiki Środkowoafrykańskiej                           | - 2008 Faustin-Archange Touadéra 2013 |
| Prezydent Republiki Zielonego Przylądka                          | - 2001 Pedro Pires 2011 - 2011 Jorge Carlos Fonseca 2021                                                                                          |
| Premier Republiki Zielonego Przylądka                            | - 2001 José Maria Neves 2016 |
| Prezydent Rosji                                                  | - 2008 Dmitrij Miedwiediew 2012 |
| Premier Rosji                                                    | - 2008 Władimir Putin 2012 |
| Prezydent Rumunii                                                | - 2007 Traian Băsescu 2012 |
| Premier Rumunii                                                  | - 2008 Emil Boc 2012 |
| Prezydent Rwandy                                                 | - 2000 Paul Kagame |
| Premier Rwandy                                                   | - 2000 Bernard Makuza 2011 - 2011 Pierre Damien Habumuremyi 2014                                                                                  |
| Premier Saint Kitts i Nevis                                      | - 1995 Denzil Douglas 2015 |
| Premier Saint Lucia                                              | - 2007 Stephenson King 2011 - 2011 Kenny Anthony 2016                                                                                             |
| Premier Saint Vincent i Grenadyn                                 | - 2001 Ralph Gonsalves |
| Prezydent Salwadoru                                              | - 2009 Mauricio Funes 2014 |
| O le Ao o le Malo Samoa                                          | - 2007 Tupua Tamasese Tupuola Tufuga Efi 2017 |
| Premier Samoa                                                    | - 1998 Tuilaʻepa Sailele Malielegaoi 2021 |
| Kapitanowie Regenci San Marino                                   | - 2010 Giovanni Francesco Ugolini Andrea Zafferani 2011 - 2011 Maria Luisa Berti Filippo Tamagnini 2011 - 2011 Gabriele Gatti Matteo Fiorini 2012 |
| Sekretarz Stanu do spraw Politycznych i Zagranicznych San Marino | - 2008 Antonella Mularoni 2012 |
| Prezydent Senegalu                                               | - 2000 Abdoulaye Wade 2012 |
| Premier Senegalu                                                 | - 2009 Souleymane Ndéné Ndiaye 2012 |
| Prezydent Serbii                                                 | - 2006 Boris Tadić 2012 |
| Premier Serbii                                                   | - 2008 Mirko Cvetković 2012 |
| Prezydent Seszeli                                                | - 2004 James Michel 2016 |
| Prezydent Sierra Leone                                           | - 2007 Ernest Bai Koroma 2018 |
| Prezydent Singapuru                                              | - 1999 S.R. Nathan 2011 - 2011 Tony Tan Keng Yam 2017                                                                                             |
| Premier Singapuru                                                | - 2004 Lee Hsien Loong 2024 |
| Prezydent Słowacji                                               | - 2004 Ivan Gašparovič 2014 |
| Premier Słowacji                                                 | - 2010 Iveta Radičová 2012 |
| Prezydent Słowenii                                               | - 2007 Danilo Türk 2012 |
| Premier Słowenii                                                 | - 2008 Borut Pahor 2012 |
| Prezydent Somalii                                                | - 2009 Szarif Szajh Ahmed 2012 |
| Premier Somalii                                                  | - 2010 Mohamed Abdullahi Mohamed 2011 - 2011 Abdiweli Mohamed Ali 2012                                                                            |
| Prezydent Sri Lanki                                              | - 2005 Mahinda Rajapaksa 2015 |
| Premier Sri Lanki                                                | - 2010 D.M. Jayaratne 2015 |
| Król Suazi                                                       | - 1986 Ntombi (współpanująca) 2018 - 1986 Mswati III 2018                                                                                         |
| Premier Suazi                                                    | - 2008 Barnabas Sibusiso Dlamini 2018 |
| Prezydent Sudanu                                                 | - 1989 Umar al-Baszir 2019 |
| Prezydent Sudanu Południowego                                    | - 2011 Salva Kiir Mayardit |
| Prezydent Surinamu                                               | - 2010 Dési Bouterse 2020 |
| Prezydent Syrii                                                  | - 2000 Baszszar al-Asad 2024 |
| Premier Syrii                                                    | - 2003 Muhammad Nadżi al-Utri 2011 - 2011 Adil Safar 2012                                                                                         |
| Prezydent Szwajcarii                                             | - 2011 Micheline Calmy-Rey 2011 |
| Król Szwecji                                                     | - 1973 Karol XVI Gustaw |
| Premier Szwecji                                                  | - 2006 Fredrik Reinfeldt 2014 |
| Prezydent Tadżykistanu                                           | - 1994 Emomali Rahmon |
| Premier Tadżykistanu                                             | - 1999 Okil Okilow 2013 |
| Król Tajlandii                                                   | - 1946 Bhumibol Adulyadej 2016 |
| Premier Tajlandii                                                | - 2008 Abhisit Vejjajiva 2011 - 2011 Yingluck Shinawatra 2014                                                                                     |
| Prezydent Tajwanu                                                | - 2008 Ma Ying-jeou 2016 |
| Prezydent Tanzanii                                               | - 2005 Jakaya Kikwete 2015 |
| Premier Tanzanii                                                 | - 2008 Mizengo Pinda 2015 |
| Prezydent Timoru Wschodniego                                     | - 2007 José Ramos-Horta 2012 |
| Premier Timoru Wschodniego                                       | - 2007 Xanana Gusmão 2015 |
| Prezydent Togo                                                   | - 2005 Faure Gnassingbé |
| Premier Togo                                                     | - 2008 Gilbert Houngbo 2012 |
| Król Tonga                                                       | - 2006 Jerzy Tupou V 2012 |
| Premier Tonga                                                    | - 2010 Lord Tuʻivakanō 2014 |
| Prezydent Trynidadu i Tobago                                     | - 2003 George Maxwell Richards 2013 |
| Premier Trynidadu i Tobago                                       | - 2010 Kamla Persad-Bissessar 2015 |
| Prezydent Tunezji                                                | - 1987 Zajn al-Abidin ibn Ali 2011 - 2011 Muhammad al-Ghannuszi (p.o.) 2011 - 2011 Fu’ad al-Mubazza (p.o.) 2011 - 2011 Al-Munsif al-Marzuki 2014  |
| Premier Tunezji                                                  | - 1999 Muhammad al-Ghannuszi 2011 - 2011 Al-Badżi Ka’id as-Sibsi 2011 - 2011 Hammadi al-Dżibali 2013                                              |
| Prezydent Turcji                                                 | - 2007 Abdullah Gül 2014 |
| Premier Turcji                                                   | - 2003 Recep Tayyip Erdoğan 2014 |
| Prezydent Turkmenistanu                                          | - 2006 Gurbanguly Berdimuhamedow 2022 |
| Prezydent Ugandy                                                 | - 1986 Yoweri Museveni |
| Premier Ugandy                                                   | - 1999 Apolo Nsibambi 2011 - 2011 Amama Mbabazi 2014                                                                                              |
| Prezydent Ukrainy                                                | - 2010 Wiktor Janukowycz 2014 |
| Premier Ukrainy                                                  | - 2010 Mykoła Azarow 2014 |
| Prezydent Urugwaju                                               | - 2010 José Mujica 2015 |
| Prezydent USA                                                    | - 2009 Barack Obama 2017 |
| Prezydent Uzbekistanu                                            | - 1991 Islom Karimov 2016 |
| Premier Uzbekistanu                                              | - 2003 Shavkat Mirziyoyev 2016 |
| Prezydent Vanuatu                                                | - 2009 Iolu Abil 2014 |
| Premier Vanuatu                                                  | - 2010 Sato Kilman 2011 - 2011 Edward Natapei (p.o.) 2011 - 2011 Sato Kilman 2013                                                                 |
| Prezydent Wenezueli                                              | - 1999 Hugo Chávez 2013 |
| Prezydent Węgier                                                 | - 2010 Pál Schmitt 2012 |
| Premier Węgier                                                   | - 2010 Viktor Orbán |
| Monarcha Wielkiej Brytanii                                       | - 1952 Elżbieta II 2022 |
| Premier Wielkiej Brytanii                                        | - 2010 David Cameron 2016 |
| Prezydent Wietnamu                                               | - 2006 Nguyễn Minh Triết 2011 - 2011 Trương Tấn Sang 2016                                                                                         |
| Premier Wietnamu                                                 | - 2006 Nguyễn Tấn Dũng 2016 |
| Prezydent Włoch                                                  | - 2006 Giorgio Napolitano 2015 |
| Premier Włoch                                                    | - 2008 Silvio Berlusconi 2011 - 2011 Mario Monti 2013                                                                                             |
| Prezydent WKS                                                    | - 2000 Laurent Gbagbo 2011 - 2010 Alassane Ouattara                                                                                               |
| Premier WKS                                                      | - 2007 Guillaume Soro 2012 |
| Prezydent Wysp Marshalla                                         | - 2009 Jurelang Zedkaia 2012 |
| Prezydent Wysp Świętego Tomasza i Książęcej                      | - 2003 Fradique de Menezes 2011 - 2011 Manuel Pinto da Costa 2016                                                                                 |
| Prezydent Zambii                                                 | - 2008 Rupiah Banda 2011 - 2011 Michael Sata 2014                                                                                                 |
| Prezydent Zimbabwe                                               | - 1987 Robert Mugabe 2017 |
| Premier Zimbabwe                                                 | - 2009 Morgan Tsvangirai 2013 |
| Prezydent ZEA                                                    | - 2004 Chalifa ibn Zajid Al Nahajjan 2022 |
| Premier ZEA                                                      | - 2006 Muhammad ibn Raszid al-Maktum |

Rok 2011 / MMXI
stulecia: XX wiek ~
XXI wiek ~
XXII wiek

dziesięciolecia:
1980–1989 •
1990–1999 •
2000–2009 •
2010–2019
• 2020–2029

lata: 2001 «
2006 «
2007 «
2008 «
2009 «
2010 «
2011
» 2012
» 2013
» 2014
» 2015
» 2016
» 2021

## Rok 2011 ogłoszono
- Międzynarodowym Rokiem Chemii[1]
- Międzynarodowym Rokiem Lasów[2]
- Rokiem Turystyki Rodzinnej w PTTK[3]
- Rokiem Jana Heweliusza
- Rokiem Czesława Miłosza
- Rokiem Świętego Maksymiliana Marii Kolbego (uchwała Senatu z 21 października 2010 r.[4])
- Rokiem Marii Skłodowskiej-Curie (uchwała Sejmu z grudnia 2010 r.)
- Europejskim Rokiem Wolontariatu i Aktywności Obywatelskiej[5] (uchwała Komisji Europejskiej)
- Europejsko-Chińskim Rokiem Młodzieży[6] (uchwała Komisji Europejskiej)
- Rokiem Dzierżonowskim[7] (uchwała Gminy Kluczbork)

## Wydarzenia w Polsce
Wydarzenia szczegółowo: I | II | III | IV | V | VI | VII | VIII | IX | X | XI | XII

### Styczeń
- 1 stycznia – 5 miejscowości: Wolbórz, Nowe Brzesko, Pruchnik, Czyżew i Gościno uzyskało prawa miejskie[8].
- 2 stycznia – wejście w życie ustawy o ochronie informacji niejawnych[9], likwidującej pojęcia tajemnicy państwowej i służbowej. Informacje niejawne, według tej ustawy, są to informacje „których nieuprawnione ujawnienie spowodowałoby lub mogłoby spowodować szkody dla Rzeczypospolitej Polskiej albo byłoby z punktu widzenia jej interesów niekorzystne”.
- 3 stycznia – w zakładach DZT Tymińscy w Lublinie ruszyła seryjna produkcja polskiego samochodu DZT Pasagon[10].
- 5 stycznia:
  - Sejm przyjął ustawę Kodeks wyborczy, która reguluje wybory do Sejmu RP i do Senatu RP, wybory Prezydenta RP, wybory posłów do Parlamentu Europejskiego oraz wybory do organów samorządu terytorialnego[11][12].
  - wyemitowano 2000. odcinek serialu Klan w TVP1.
- 9 stycznia – XIX Finał Wielkiej Orkiestry Świątecznej Pomocy[13].
- 10 stycznia – uruchomiono testową wersję HD kanału TVP1 jako TVP1 HD[14].
- 17 stycznia – Wisława Szymborska odznaczona została Orderem Orła Białego[15][16].
- 24 stycznia – start polskiej wersji portalu Yahoo![17]
- 31 stycznia – prezydent Bronisław Komorowski podpisał ustawę wprowadzającą 35-procentowe kwoty na listach wyborczych[18].

### Luty
- 2 lutego – założono jedną z polskich organizacji sportów elektronicznych – PlayGENEesport.
- 7 lutego – w Warszawie odbył się szczyt Trójkąta Weimarskiego[19].
- 23 lutego – ostatni samochód (Chevrolet Aveo) zjechał z linii montażowej FSO[20].
- 25 lutego:
  - likwidacja Komisji Majątkowej dla Kościoła katolickiego[21].
  - premiera filmu Czarny czwartek[22].

### Marzec
- 1 marca:
  - po raz pierwszy obchodzono nowe święto państwowe: Narodowy Dzień Pamięci „Żołnierzy Wyklętych”[23].
  - w niewyjaśnionych okolicznościach zginęła Jolanta Brzeska, działaczka społeczna zaangażowana w obronę eksmitowanych lokatorów[24].
- 4 marca – premiera filmu Sala samobójców[25].
- 21 marca – Andrzej Wajda został odznaczony Orderem Orła Białego.
- 25 marca – Sejm RP przyjął rządowy projekt zmniejszający składki emerytalne przekazywane do OFE[26].

### Kwiecień
- 1 kwietnia – początek Narodowego Spisu Powszechnego[27].
- 28 kwietnia – w Mostach koło Lęborka samochód ciężarowy wjechał pod pociąg relacji Katowice – Gdynia. Zginęły 2 osoby, a 25 zostało rannych[28].
- 29 kwietnia – sąd unieważnił wybory na prezydenta Wałbrzycha[29].

### Maj
- 16 maja – wystartowała stacja muzyczna Kino Polska Muzyka[30].
- 17 maja – zakończyła prace sejmowa komisja śledcza do zbadania okoliczności porwania i zabójstwa Krzysztofa Olewnika[31].
- 19 maja:
  - w Krakowie otwarto Muzeum Sztuki Współczesnej[32].
  - w Bielsku-Białej odsłonięto pomnik Bolka i Lolka[33].
- 23 maja – na Prośnie w Kaliszu otwarto nowy Most Księżnej Jolanty[34].
- 27 maja – Prezydent Stanów Zjednoczonych Ameryki Barack Obama, przybył do Polski z dwudniową oficjalną wizytą[35][36][37][38][39].
- 29 maja – ostatni kurs wagonu pocztowego (na odcinku Kraków Płaszów – Szczecin Główny).
- 30 maja – rozpoczęły nadawanie kanały naziemne: TV6 i Polsat Sport News[40].

### Czerwiec
- 1 czerwca:
  - zarejestrowano Ruch Palikota (później Twój Ruch)[41].
  - odbył się pierwszy Kongres Edukacji Polskiej.
- 5 czerwca – rebranding sieci Era na T-Mobile PL[42].
- 18 czerwca – katastrofa lotnicza na V Pikniku Lotniczym w Płocku.
- 28 czerwca – zaprzysiężenie Łukasza Kamińskiego na prezesa Instytutu Pamięci Narodowej[43].
- 30 czerwca – zakończenie Narodowego Spisu Powszechnego[27].

### Lipiec
- 1 lipca – Polska objęła prezydencję w Unii Europejskiej, którą zakończyła 31 grudnia 2011[44].
- 29 lipca – Komisja Badania Wypadków Lotniczych Lotnictwa Państwowego ogłosiła raport na temat przyczyn katastrofy pod Smoleńskiem.

### Sierpień
- 1 sierpnia – wszedł w życie Kodeks wyborczy[12].
- 5 sierpnia – Andrzej Lepper został znaleziony martwy w swoim mieszkaniu.
- 12 sierpnia – katastrofa kolejowa w miejscowości Baby w woj. łódzkim. Zginęły 2 osoby, a ok. 80 zostało rannych. Pociągiem jechało ok. 280 osób.
- 18 sierpnia – Sąd rejonowy w Gdyni uniewinnił Adama Darskiego, lidera deathmetalowego zespołu Behemoth, oskarżonego o znieważenie uczuć religijnych[45].
- 28 sierpnia – KRRiTV wprowadziło 5 nowych polskich oznaczeń telewizyjnych[46].

### Wrzesień
- 24 września – prezydent Bronisław Komorowski podpisał, zaproponowaną przez rząd i przyjętą głosami Platformy Obywatelskiej, nowelizację ustawy o dostępie do informacji publicznej, która ogranicza do niej dostęp obywatelom[47][48].

### Październik
- 1 października – stacja ZigZap zakończyła nadawanie i uruchomiono w jej miejscu kanał teleTOON+[49].
- 8-9 października – X Jubileuszowy Międzynarodowy Festiwal im. Ignacego Reimanna w Krosnowicach.
- 9 października – wybory parlamentarne[50]. Najwięcej mandatów zdobyła Platforma Obywatelska, która otrzymała 39,18% głosów i jest pierwszą partią od 1989 roku, która wygrała wybory parlamentarne po raz drugi z rzędu[51].
- 14 października – oddanie fragmentu autostrady A1 na odcinku Grudziądz – Czerniewice (Toruń)[52].

### Listopad
- 1 listopada – Awaryjne lądowanie lotu PLL LOT 016 na Okęciu[53].
- 7 listopada – powstanie klubu parlamentarnego, a następnie partii politycznej Solidarna Polska (później: Suwerenna Polska)[54].
- 8 listopada:
  - I posiedzenie VII kadencji Sejmu i I posiedzenie VIII kadencji Senatu.
  - Ewa Kopacz jako pierwsza kobieta w III RP zostaje wybrana na Marszałka Sejmu VII kadencji.
  - Bronisław Komorowski przyjął dymisję Rady Ministrów i desygnował Donalda Tuska na Prezesa Rady Ministrów.
  - wyemitowano pierwszy odcinek serialu Niesamowity świat Gumballa.
- 10 listopada – premiera filmu Listy do M.[55]
- 11 listopada – zamieszki na ulicach Warszawy w wyniku manifestacji środowisk prawicowych i lewicowych z okazji Święta Niepodległości[56][57].
- 18 listopada:
  - zaprzysiężenie Drugiego rządu Donalda Tuska[58].
  - exposé Donalda Tuska w Sejmie.
- 19 listopada – 100-lecie Klubu Sportowego Polonia Warszawa[59].

### Grudzień
- 20 grudnia – uruchomiono linie montażową ciągników Ursus w oddziale przedsiębiorstwa Pol-Mot Warfarma w Lublinie[60].
- 31 grudnia – Polska zakończyła prezydencję w Radzie Unii Europejskiej[44].

## Wydarzenia na świecie
Wydarzenia szczegółowo: I | II | III | IV | V | VI | VII | VIII | IX | X | XI | XII

### Styczeń
- 1 stycznia:
  - Estonia stała się członkiem Strefy Euro[61][62]
  - Węgry objęły prezydencję w Radzie Unii Europejskiej[63]
  - Dilma Rousseff została pierwszą kobietą-prezydentem Brazylii.
  - Egipt: wybuch samochodu-pułapki przed kościołem w Aleksandrii[64]
- 3 stycznia – u południowych wybrzeży Jemenu zatonęły 2 łodzie z około 80 uchodźcami z Afryki.
- 5 stycznia – w marokańskim Marrakeszu otwarto stadion Stade de Marrakech.
- 7 stycznia – w Jordanii rozpoczęły się masowe protesty społeczne.
- 8 stycznia – w Tucson w Arizonie szaleniec zastrzelił 6 i ranił 13 osób, w tym członkinię Izby Reprezentantów Gabrielle Giffords.
- 9 stycznia – 77 osób zginęło w katastrofie lotu Iran Air 277 nieopodal miasta Urmia w prowincji Azerbejdżan Zachodni w Iranie.
- 9–15 stycznia – w Sudanie Południowym odbyło się referendum niepodległościowe[65].
- 10 stycznia – powodzie w Queensland (Australia): fala powodziowa określana jako „lądowe tsunami” zalała miasto Toowoomba.
- 11 stycznia – Brazylię nawiedziły powodzie i lawiny błotne[66].
- 12 stycznia:
  - Międzypaństwowy Komitet Lotniczy przedstawił w Moskwie raport w sprawie przyczyn katastrofy polskiego samolotu Tu-154M w Smoleńsku.
  - w Libanie doszło do upadku rządu[67].
- 13 stycznia:
  - do Brisbane w Australii dotarła fala kulminacyjna powodzi[68].
  - Tadżykistan scedował na rzecz Chin sporny obszar o powierzchni 1 tys. km².
- 14 stycznia:
  - fizycy z Uniwersytetu Bolońskiego, Andrea Rossi i Sergio Focardi, zaprezentowali pierwszy reaktor „zimnej fuzji”.
  - papież Benedykt XVI ogłosił dekret o uznaniu cudu Jana Pawła II oraz datę jego beatyfikacji.
  - pod wpływem protestów Zajn al-Abidin ibn Ali zrezygnował z funkcji prezydenta Tunezji i opuścił kraj[69].
- 15 stycznia:
  - zakończyło się referendum niepodległościowe w Sudanie Południowym (9–15 stycznia). Za secesją opowiedziało się 98,83% głosujących.
  - Kongregacja Nauki Wiary erygowała pierwszy ordynariat personalny dla anglikanów przystępujących do pełnej wspólnoty z Kościołem katolickim.
  - otwarto stadion Türk Telekom Arena w Stambule.
- 17 stycznia – rozpoczęły się antyrządowe protesty w Omanie.
- 18 stycznia – co najmniej 60 osób zginęło, a 150 zostało rannych w wyniku samobójczego zamachu bombowego na centrum rekrutacji policyjnej w irackim Tikricie.
- 23 stycznia – urzędujący prezydent Portugalii Aníbal Cavaco Silva został wybrany na II kadencję.
- 24 stycznia:
  - w samobójczym zamachu bombowym na lotnisku Domodiedowo pod Moskwą zginęło 38 osób (wraz z zamachowcem), a 170 zostało rannych.
  - Lara Giddings została pierwszą kobietą – premierem australijskiego stanu Tasmania.
- 25 stycznia – początek protestów antyrządowych w Egipcie[70].
- 27 stycznia – w Jemenie wybuchło powstanie przeciwko złej sytuacji materialnej, bezrobociu, korupcji, ograniczaniu swobód obywatelskich i długoletnim rządom prezydenta Alego Abdullaha Saliha.
- 28 stycznia – rewolucja w Egipcie: w ramach akcji „Piątek Gniewu” doszło do masowych protestów i krwawych starć z siłami bezpieczeństwa, w wyniku których zginęło kilkadziesiąt osób.
- 29 stycznia:
  - katastrofa kolejowa w Hordorfie (Saksonia-Anhalt), w której zginęło 10 osób zginęło, a 23 zostały ciężko ranne.
  - rewolucja w Egipcie: prezydent Husni Mubarak pod naciskiem społecznym zdymisjonował rząd Ahmada Nazifa i na nowego premiera powołał Ahmada Szafika. Na urząd wiceprezydenta mianował natomiast, po prawie 30-letnim wakacie, Umara Sulajmana.
- 30 stycznia – samospalenie 4 mężczyzn w Tangerze zapoczątkowało serię protestów społecznych w Maroku.

### Luty
- 1 lutego – rewolucja w Egipcie: odbył się tzw. „Marsz Miliona”.
- 2 lutego – Simone Moro, Denis Urubko i Cory Richards jako pierwsi zimą zdobyli szczyt Gaszerbrum II[71].
- 3 lutego:
  - organizacja IANA przydzieliła regionalnym rejestrom internetowym (RIR) ostatnie wolne adresy IPv4[72].
  - w 17 rundzie głosowania Jhala Nath Khanal został wybrany nowym premierem Nepalu po trwającym 7 miesięcy procesie wyborczym.
- 4 lutego – Thein Sein został wybrany przez parlament na prezydenta Mjanmy.
- 10 lutego – w wyniku samobójczego zamachu na bazę szkoleniową armii pakistańskiej w mieście Mardan zginęło co najmniej 31 osób.
- 11 lutego – Husni Mubarak zrezygnował z funkcji prezydenta Egiptu pod wpływem protestów społecznych[73].
- 17 lutego – antyrządowe wystąpienia, tzw. „Dzień Gniewu”, w Libii, które zapoczątkowały wojnę domową.
- 22 lutego – 185 osób zginęło, a ponad 1500 zostało rannych wskutek trzęsienia ziemi o sile 6,3 stopni w skali Richtera w rejonie miasta Christchurch na Nowej Zelandii.
- 23 lutego:
  - strajk generalny w Grecji.
  - po 19 latach został zniesiony stan wyjątkowy w Algierii.
- 24 lutego:
  - ostatni start wahadłowca Discovery (STS-133), wyniesienie pierwszego humanoidalnego robota na orbitę (Robonaut 2).
  - rewolucja w Libii: rozpoczęła się bitwa o Misratę.
- 25 lutego – prawicowa Fine Gael wygrała przedterminowe wybory parlamentarne w Irlandii.

### Marzec
- 1 marca – w Rosji milicja została zastąpiona przez policję.
- 2 marca – konflikt wewnętrzny w Sudanie Południowym: 30 osób zginęło, setki budynków zostało spalonych w wyniku ataku plemiennych milicji na miasto Abyei.
- 3 marca:
  - w Walii odbyło się referendum w sprawie rozszerzenia uprawnień tamtejszego parlamentu[74].
  - Isam Szaraf został premierem Egiptu.
  - wojna domowa w Libii; zwycięstwo rebeliantów w I bitwie o Marsa al-Burajka.
- 4 marca – satelita NASA o nazwie Glory uległ zniszczeniu podczas startu.
- 5 marca – pod Woroneżem w katastrofie samolotu pasażerskiego An-148 podczas lotu szkoleniowego zginęło 6 pilotów (4 rosyjskich i 2 birmańskich).
- 6 marca – w wyborach parlamentarnych w Estonii wygrała Estońska Partia Reform.
- 7 marca:
  - rozpoczął się proces byłego prezydenta Francji Jacques’a Chiraca, oskarżonego o nadużycia w czasie pełnienia funkcji mera Paryża.
  - wojna domowa w Libii: siły rządowe rozpoczęły oblężenie Misraty.
- 8 marca – w zamachu bombowym w Fajsalabadzie we wschodnim Pakistanie zginęło co najmniej 25 osób, a co najmniej 127 zostało rannych. Do zamachu przyznała się organizacja Tehrik-i-Taliban.
- 9 marca:
  - Enda Kenny objął stanowisko premiera Irlandii.
  - amerykański wahadłowiec kosmiczny Discovery zakończył swą ostatnią misję.
  - w samobójczym zamachu bombowym w pakistańskim Peszawarze zginęło 37 osób, a 45 zostało rannych.
- 10 marca – 26 osób zginęło, a 313 zostało rannych w trzęsieniu ziemi na pograniczu chińsko-birmańskim.
- 11 marca – trzęsienie ziemi o magnitudzie 9 stopni w skali Richtera, z epicentrum znajdującym się 130 km od japońskiej wyspy Honsiu, wywołało falę tsunami, która wdarła się w głąb lądu, powodując wiele szkód (m.in. katastrofę w elektrowni atomowej Fukushima I). Zginęło lub zaginęło ponad 19 tys. osób, a ponad 6 tys. zostało rannych.
- 12 marca:
  - jednoczesne protesty Geração à Rasca (Pokolenie desperacji) zwanego również Movimento 12 de Março (Ruch 12 marca) w dziesięciu portugalskich miastach.
  - Mahamadou Issoufou wygrał w II turze wybory prezydenckie w Nigrze.
- 13 marca – urzędujący prezydent Beninu Yayi Boni został wybrany na drugą kadencję.
- 14 marca – załoga indyjskiej fregaty INS „Tabar”(inne języki) schwytała 61 somalijskich piratów i uwolniła 13 przetrzymywanych przez nich marynarzy.
- 15 marca – w Syrii wybuchło powstanie przeciwko dyktatorskim rządom prezydenta Baszara al-Assada.
- 17 marca:
  - wojna domowa w Libii: została uchwalona rezolucja Rady Bezpieczeństwa ONZ nr 1973 ustanawiająca strefy zakazu lotów nad Libią.
  - Urugwaj uznał Państwo Palestyńskie w granicach sprzed 4 czerwca 1967 r.
- 18 marca:
  - amerykańska sonda MESSENGER weszła na orbitę Merkurego
  - amerykańska sonda New Horizons minęła orbitę Urana.
- 19 marca – wojna domowa w Libii: siły koalicji międzynarodowej rozpoczęły wspierającą powstańców operację „Świt Odysei”.
- 20 marca:
  - muzyk Michel Martelly wygrał w II turze wybory prezydenckie na Haiti.
  - wojna domowa w Libii: zwycięstwo rebeliantów w II bitwie o Bengazi.
- 22 marca – były prezydent Izraela Mosze Kacaw został skazany przez sąd w Tel Awiwie na 7 lat pozbawienia wolności za gwałt i molestowanie seksualne.
- 23 marca – premier Portugalii José Sócrates podał swój rząd do dymisji.
- 24 marca:
  - syryjskie siły policyjne otwarły ogień do antyrządowych demonstrantów; było wiele ofiar śmiertelnych.
  - trzęsienie ziemi w Mjanmie o sile 6,8 stopnia zabiło 151 osób i raniło około 212.
- 25 marca – wotum nieufności dla rządu Stephena Harpera prowadzi do przyspieszonych wyborów w Kanadzie.
- 27 marca – w Rosji wprowadzono całoroczny czas letni.
- 29 marca:
  - amerykańska sonda MESSENGER przesłała pierwsze zdjęcia Merkurego.
  - 65 osób zginęło, a około 100 zostało rannych w czasie akcji odbijania zajętej przez rebeliantów siedziby władz lokalnych w Tikricie w północnym Iraku.

### Kwiecień
- 1 kwietnia – w wyniku ataku na biuro ONZ w afgańskim Mazar-i Szarif zginęło 4 gurkhijskich strażników i 3 zagranicznych pracowników Misji Wsparcia Narodów Zjednoczonych w Afganistanie (UNAMA). Do zamachu doszło w trakcie demonstracji przeciwko spaleniu Koranu przez amerykańskiego pastora.
- 3 kwietnia:
  - Cissé Mariam Kaïdama Sidibé została zaprzysiężona na stanowisko premiera Mali.
  - co najmniej 50 osób zginęło, a 120 zostało rannych w podwójnym samobójczym zamachu bombowym w mieście Dera Ghazi Khan w środkowym Pakistanie.
- 4 kwietnia – podczas lądowania w stolicy Demokratycznej Republiki Konga Kinszasie rozbił się wyczarterowany przez misję ONZ samolot Bombardier CRJ-100ER, w wyniku czego zginęły 32 osoby, a jedna została ranna.
- 6 kwietnia – wojna domowa w Libii: libijskie siły rządowe zdobyły Marsę al-Burajkę.
- 7 kwietnia:
  - Atifete Jahjaga został zaprzysiężony na stanowisko prezydenta Kosowa.
  - Mahamadou Issoufou został zaprzysiężony na stanowisko prezydenta Nigru.
  - uruchomiono komunikację tramwajową w Jerozolimie.
- 8 kwietnia – urzędujący prezydent Dżibuti Ismail Omar Guelleh został wybrany na trzecią kadencję.
- 9 kwietnia:
  - Islandczycy odrzucili w drugim referendum ustawę o spłacie długów bankowych wobec obywateli Holandii i Wielkiej Brytanii.
  - w strzelaninie w centrum handlowym w holenderskim mieście Alphen aan den Rijn zginęło 7 osób, a 16 zostało rannych.
- 10 kwietnia – w Peru odbyła się I tura wyborów prezydenckich. Do II tury przeszli Ollanta Humala (późniejszy prezydent) i Keiko Fujimori.
- 11 kwietnia:
  - w zamachu bombowym w mińskim metrze zginęło 15 osób, a 204 zostały ranne.
  - Laurent Gbagbo został pojmany i aresztowany. Zakończyła się II wojna domowa na Wybrzeżu Kości Słoniowej.
- 13 kwietnia – były prezydent Egiptu Husni Mubarak i jego dwaj synowie zostali aresztowani na 15 dni.
- 14 kwietnia – Adil Safar został zaprzysiężony na stanowisko premiera Syrii.
- 15 kwietnia – chorwacki generał Ante Gotovina został skazany przez Międzynarodowy Trybunał Karny dla byłej Jugosławii na 24 lata pozbawienia wolności za zbrodnie przeciwko ludzkości oraz zbrodnie wojenne popełnione przez siły chorwackie na Serbach w 1995 roku.
- 17 kwietnia – Partia Koalicji Narodowej wygrała wybory parlamentarne w Finlandii.
- 18 kwietnia:
  - uchwalono nową konstytucję Węgier.
  - Luc-Adolphe Tiao został zaprzysiężony na stanowisko premiera Burkina Faso.
- 19 kwietnia – Fidel Castro zrezygnował z funkcji pierwszego sekretarza Komunistycznej Partii Kuby na rzecz swego brata prezydenta Raúla Castro.
- 21 kwietnia:
  - wojna domowa w Libii: libijscy powstańcy zajęli miasto Wazin.
  - wojna domowa w Syrii: prezydent Baszszar al-Asad podpisał dekret znoszący obowiązujący od 1963 roku stan wyjątkowy.
- 23 kwietnia – wojna domowa w Libii: libijskie siły rządowe zdobyły Jafran.
- 24 kwietnia:
  - Serge Vohor został zaprzysiężony na stanowisko premiera Vanuatu.
  - w starciach na tle religijnym w Nigerii zginęło 500 osób.
- 25 kwietnia – prezydent Węgier Pál Schmitt podpisał nową konstytucję.
- 25 kwietnia-5 maja – oblężenie Dary przez syryjskie wojsko.
- 28 kwietnia:
  - wojna domowa w Libii: libijskie siły rządowe odbiły Wazin.
  - 17 osób zginęło, a 21 zostało rannych w zamachu bombowym na restaurację w centrum Marrakeszu w Maroku.
- 29 kwietnia:
  - brytyjski książę Wilhelm i Catherine Middleton zawarli związek małżeński w Opactwie Westminsterskim.
  - tunezyjsko-libijskie walki graniczne pod Wazin.

### Maj
- 1 maja:
  - operacja „Neptune Spear”: prezydent USA Barack Obama poinformował o śmierci Usamy ibn Ladina, ukrywającego się w miejscowości Abbottabad w Pakistanie. Przywódca Al-Kaidy został zabity 2 maja według czasu pakistańskiego podczas akcji przeprowadzonej przez oddział specjalny Navy SEALs DEVGRU (Team Six).
  - otwarcie niemieckiego i austriackiego rynku pracy dla obywateli Polski.
  - Jan Paweł II został beatyfikowany przez Benedykta XVI[75].
- 2 maja – Osama bin Laden zginął w Pakistanie z rąk żołnierzy Navy SEALs, sił specjalnych marynarki wojennej USA (czasu pakistańskiego)[76].
- 3 maja – 2 dni po uroczystościach beatyfikacyjnych trumna z ciałem Jana Pawła II została przeniesiona z podziemi bazyliki św. Piotra do tamtejszej kaplicy św. Sebastiana, gdzie umieszczono ją pod marmurowym ołtarzem.
- 5 maja:
  - 110-letnia Brytyjka Florence Green została, po śmierci swego rodaka Claude’a Choulesa, ostatnią żyjącą weteranką I wojny światowej na świecie (zmarła 4 lutego 2012 roku).
  - w Wielkiej Brytanii odbyło się referendum w sprawie zmiany sposobu głosowania w wyborach parlamentarnych.
- 6 maja – szturm armii syryjskiej na Hims.
- 7 maja – w katastrofie lotu Merpati Nusantara Airlines 8968 w indonezyjskiej prowincji Papua Zachodnia zginęło 27 osób.
- 7–14 maja – bitwa o Banijas w Syrii.
- 11 maja – 9 osób zginęło, a 293 zostały ranne w trzęsieniu ziemi w hiszpańskim mieście Lorca.
- 12 maja – Antoni Martí został zaprzysiężony na stanowisko premiera Andory.
- 13 maja:
  - zakończyła się bitwy o Misratę.
  - 98 osób zginęło, a 140 zostało rannych w dwóch zamachach bombowych w dystrykcie Charsadda w pakistańskiej prowincji Chajber Pasztunchwa.
- 14 maja – Michel Martelly został zaprzysiężony na stanowisko prezydenta Haiti.
- 16 maja – do swej ostatniej misji wystartował wahadłowiec kosmiczny Endeavour, jej celem było dostarczenie spektrometru AMS-02 na Międzynarodową Stację Kosmiczną.
- 18 maja – w katastrofie lotu Sol Líneas Aéreas 5428 w Argentynie zginęły wszystkie 22 osoby na pokładzie (19 pasażerów i 3 członków załogi).
- 19 maja – Dominique Strauss-Kahn, aresztowany w Nowym Jorku pod zarzutem napaści i próby gwałtu na hotelowej pokojówce, zrezygnował z funkcji dyrektora zarządzającego Międzynarodowego Funduszu Walutowego.
- 21 maja – erupcja wulkanu Grímsvötn pod lodowcem Vatnajökull na Islandii.
- 22 maja:
  - armia sudańska zajęła sporny region Abyei z Sudanem Południowym.
  - 161 osób zginęło, a około 900 zostało rannych w wyniku przejścia trąby powietrznej nad Joplin w amerykańskim stanie Missouri.
- 23 maja-7 czerwca – wojna domowa w Libii: Bitwa w Sanie.
- 24 maja – Amama Mbabazi został zaprzysiężony na stanowisko premiera Ugandy.
- 25 maja – BBC podała informację o odkryciu w Egipcie 17 piramid, 1000 mniejszych grobowców oraz 3000 osad ludzkich przykrytych dotąd piaskiem, na podstawie fotografii satelitarnych.
- 26 maja:
  - Ikililou Dhoinine został zaprzysiężony na stanowisku prezydenta Komorów.
  - serbska policja aresztowała Ratko Mladicia, byłego dowódcę oddziałów Wojska Republiki Serbskiej, ściganego za zbrodnie wojenne.
- 27 maja – szturm islamistów na Zindżibar i zajęcia miasta.
- 28 maja:
  - 52,67% spośród głosujących w referendum obywateli Malty opowiedziało się za legalizacją rozwodów.
  - w Beninie przywrócono urząd premiera, na którego powołano Pascala Koupakiego.
  - szturm na Rastan w Syrii.

### Czerwiec
- 1 czerwca – zakończyła się ostatnia misja kosmiczna wahadłowca Endeavour.
- 2 czerwca – Andris Bērziņš został wybrany przez Sejm na urząd prezydenta Łotwy.
- 3 czerwca – rewolucja w Jemenie: prezydent Ali Abd Allah Salih został ciężko ranny w wyniku ataku rakietowego na pałac prezydencki w Sanie.
- 5 czerwca – Ollanta Humala zwyciężył w wyborach prezydenckich w Peru, pokonując w II turze Keiko Fujimori.
- 6 czerwca – libijscy powstańcy zdobyli Jafran.
- 7 czerwca – Rosja i Norwegia wymieniły się dokumentami ratyfikującymi umowę ustalającą granicę pomiędzy strefami ekonomicznymi obu państw w Arktyce.
- 10–14 czerwca – wojna domowa w Syrii: pacyfikacja syryjskiego miasta Dżisr asz-Szugur – zginęło tam ponad 300 osób.
- 12 czerwca – wojna domowa w Syrii: zwycięstwo wojsk rządowych w bitwie o Dżisr asz-Szughur.
- 13 czerwca – Nażib Mikati został zaprzysiężony na stanowisko premiera Libanu.
- 16 czerwca – egipski terrorysta Ajman az-Zawahiri został wybrany na szefa Al-Kaidy, zastępując zabitego przez Amerykanów Usamę ibn Ladina.
- 20 czerwca – katastrofa lotnicza w Pietrozawodsku w Rosji – zginęły 44 osoby.
- 21 czerwca – Pedro Passos Coelho został zaprzysiężony na stanowisko premiera Portugalii.
- 22 czerwca:
  - Jyrki Katainen został zaprzysiężony na stanowisko premiera Finlandii.
  - mieszkańcy Palau opowiedzieli się w referendum przeciwko legalizacji kasyn.
  - 70. rocznica ataku Niemiec na ZSRR (operacji Barbarossa).
- 25 czerwca – po raz pierwszy obchodzono Międzynarodowy Dzień Marynarza.
- 26 czerwca:
  - Sato Kilman został zaprzysiężony na stanowisko premiera Vanuatu.
  - członkowie nigeryjskiej islamistycznej sekty bojówkarskiej Boko Haram przeprowadzili zamachy na 3 piwiarnie w Maiduguri, zabijając co najmniej 25 osób.
- 27 czerwca – Międzynarodowy Trybunał Karny (MTK) w Hadze wydał nakaz aresztowania Mu’ammara Kaddafiego oraz jego syna Kadafiego Saifa Al-Islama oraz szefa libijskiego wywiadu Abdullaha Al-Senussiego
- 28 czerwca:
  - Abdiweli Mohamed Ali został zaprzysiężony na stanowisko premiera Somalii.
  - na zdjęciach wykonanych przez Kosmiczny Teleskop Hubble’a został odkryty Kerberos, czwarty z pięciu znanych księżyców Plutona.

### Lipiec
- 1 lipca – Polska objęła prezydencję w Radzie Unii Europejskiej.
- 7 lipca – Kanada zakończyła misję wojskową w Afganistanie.
- 8 lipca:
  - Misja STS-135: ostatni start wahadłowca Atlantis.
  - Andris Bērziņš został zaprzysiężony na stanowisko prezydenta Łotwy.
- 9 lipca – Sudan Południowy proklamował niepodległość.
- 14–21 lipca – IV bitwa o Marsa al-Burajka.
- 21 lipca – ostatnie lądowanie wahadłowca Atlantis kończące erę promów kosmicznych
- 22 lipca – w wyniku zamachów w Oslo (stolicy Norwegii) oraz na wyspie Utøya zginęło 77 osób (wcześniej podawano liczbę co najmniej 91 zabitych).
- 25 lipca – Trương Tấn Sang został zaprzysiężony na stanowisko prezydenta Wietnamu.
- 28 lipca:
  - Ollanta Humala został zaprzysiężony na stanowisko prezydenta Peru, natomiast Salomón Lerner Ghitis został premierem tego kraju.
  - z powodu pożaru na pokładzie katastrofie uległ samolot Boeing 747-48EF cargo, zginęło dwóch pilotów.
- 30 lipca – Wielka Brytania: ślub wnuczki Elżbiety II Zary Phillips z Mike Tindall’em.
- 31 lipca:
  - masakra w Hamie: zabito ponad 100 powstańców.
  - początek największej od ponad 50 lat powodzi w Tajlandii.

### Sierpień
- 2 sierpnia – Peter O’Neill został zaprzysiężony na stanowisko premiera Papui-Nowej Gwinei.
- 3 sierpnia – początek procesu Husniego Mubaraka obalonego podczas rewolucji egipskiej.
- 5 sierpnia – sonda kosmiczna Juno wystartowała za pomocą rakiety Atlas V z bazy Sił Powietrznych USA na przylądku Canaveral (Floryda, USA). Celem sondy jest ponowne zbadanie Jowisza.
- 6 sierpnia:
  - agencja Standard & Poor’s po raz pierwszy w historii obniżyła rating Stanów Zjednoczonych z AAA na AA+.
  - rebelianci Al-Shaabab opuścili Mogadiszu.
  - libijscy powstańcy zajęli miasto Bir al-Ghanem.
- 6–10 sierpnia – zamieszki w Wielkiej Brytanii.
- 8 sierpnia – Yingluck Shinawatra została zaprzysiężona na stanowisko premiera Tajlandii.
- 9–20 sierpnia – walki o Marsę al-Burajkę.
- 13–20 sierpnia – II bitwa o Az-Zawiję.
- 13–16 sierpnia – syryjska armia spacyfikowała Latakię.
- 15 sierpnia:
  - bitwa pod Czeheb Arhab w Jemenie.
  - libijscy powstańcy zajęli miasto Gharjan.
- 17 sierpnia – islamscy rebelianci zajęli jemeńskie miasto Szukra.
- 16–21 sierpnia – XXVI Światowe Dni Młodzieży w Madrycie, Hiszpania
- 17–18 sierpnia – Utrata łączności z rosyjskim satelitą komunikacyjnym Express AM-4 wystrzelonym za pomocą rakiety Proton M z kosmodromu Bajkonur w Kazachstanie.
- 18 sierpnia – atak terrorystyczny Palestyńczyków zakończony konfrontacją izraelsko-palestyńską.
- 20–28 sierpnia – II bitwa o Trypolis.
- 24 sierpnia – nieudany start statku Progress M-12M z zaopatrzeniem dla Międzynarodowej Stacji Kosmicznej (ISS).
- 29 sierpnia – Baburam Bhattarai został zaprzysiężony na stanowisko premiera Nepalu.

### Wrzesień
- 1 września – Tony Tan Keng Yam został zaprzysiężony na stanowisko prezydenta Singapuru.
- 2 września – Yoshihiko Noda został zaprzysiężony na stanowisko premiera Japonii.
- 3 września – Manuel Pinto da Costa został zaprzysiężony na stanowisko prezydenta Wysp Świętego Tomasza i Książęcej.
- 7 września – 43 osoby, w tym drużyna hokejowa Łokomotiw Jarosław, zginęły w katastrofie lotniczej w Jarosławiu.
- 9 września:
  - początek bitwy o Bani Walid.
  - Jorge Carlos Fonseca został zaprzysiężony na stanowisko prezydenta Republiki Zielonego Przylądka
- 11 września – obchody 10 rocznicy ataków terrorystycznych na World Trade Center i Pentagon.
- 15 września – wojna domowa w Libii: początek bitwy o Syrtę.
- 20 września – były prezydent Afganistanu Burhanuddin Rabbani został zamordowany przez zamachowca.
- 21 września – wojna domowa w Libii: libijscy powstańcy zdobyli Sabhę.
- 23 września:
  - Michael Sata został zaprzysiężony na stanowisko prezydenta Zambii.
  - Ali Abd Allah Salih powrócił do Jemenu ogarniętego powstaniem.
- 27-30 września – bitwa o Rastan w Syrii.
- 29 września:
  - Chiny umieściły na orbicie moduł bazowy stacji Tiangong-1.
  - Iran podpisał zawieszenie broni z kurdyjskimi rebeliantami PJAK kończąc 7-letni konflikt.
- 30 września – lider Al-Kaidy na Półwyspie Arabskim Anwar al-Awlaki został zabity w ataku amerykańskiego samolotu bezzałogowego.

### Październik
- 3 października – Helle Thorning-Schmidt została zaprzysiężona na stanowisku premiera Danii.
- 4 października – w zamachu bombowym w Mogadiszu zginęło 139 osób.
- 5 października - po ciężkiej chorobie zmarł Steven Jobs - współtwórca firmy Apple.
- 7 października – Pierre Damien Habumuremyi został zaprzysiężony na stanowisku premiera Rwandy
- 9 października – Paul Biya z wynikiem 77,99% wygrał wybory prezydenckie w Kamerunie.
- 11 października:
  - Julia Tymoszenko została uznana za winną nadużyć i skazana na siedem lat pozbawienia wolności.
  - upadał rząd słowackiej premier Ivety Radičovej.
- 13 października – król Bhutanu Jigme Khesar Namgyel Wangchuck ożenił się z Jetsun Pemą.
- 15 października – odbył się „Marsz oburzonych” jako protest przeciwko pogarszaniu się sytuacji materialnej. Odbył się w 900 miastach na całym świecie.
- 16 października – Kenia rozpoczęła interwencję w Somalii.
- 17 października – powstańcy libijscy zdobyli miasto Bani Walid.
- 18 października:
  - Gilad Szalit został uwolniony z ponad pięcioletniej palestyńskiej niewoli w zamian za 1027 palestyńskich więźniów.
  - Garry Conille został zaprzysiężony na stanowisku premiera Haiti.
- 19 października – kurdyjscy rebelianci w zasadzce zabili 24 tureckich żołnierzy; Turcja rozpoczęła najazd na bazy kurdyjskie w Iraku.
- 20 października:
  - wojna domowa w Libii: powstańcy libijscy zdobyli Syrtę i zabili Mu’ammara al-Kaddafiego.
  - ETA ogłosiła zakończenie walki zbrojnej.
- 21 października – z kosmodromu Kourou (ESA) po raz pierwszy wystartowała rakieta Sojuz STB/Fregat wynosząc na orbitę satelity nawigacyjne Galileo IOV-1 i IOV-2.
- 22 października – Światowy Dzień Ferenca Liszta – 200. Rocznica urodzin kompozytora
- 23 października:
  - pierwsze wolne wybory parlamentarne (Tunezja) w kraju ogarniętych powstaniami arabskiej wiosny.
  - trzęsienie ziemi w Turcji – ponad 366 zabitych.
  - libijscy powstańcy ogłosili wyzwolenie kraju; koniec wojny domowej.
  - Andrew Holness został zaprzysiężony na stanowisku premiera Jamajki.
- 24 października – Aun Szaukat al-Chasawina został zaprzysiężony na stanowisku premiera Jordanii.
- 26–27 października – szczyt UE w Brukseli ws. pakietu antykryzysowego.
- 28 października – Omer Beriziky został zaprzysiężony na stanowisku premiera Madagaskaru.
- 30 października – udany start rakiety Sojuz-U wynoszącej statek Progress M-13M z LC1 w kosmodromie Bajkonur w Kazachstanie.
- 31 października:
  - zakończenie natowskiej operacji Unified Protector.
  - Abd ar-Rahim al-Kib został zaprzysiężony na stanowisku premiera Libii.
  - start chińskiego statku Shenzhou 8.

### Listopad
- 1 listopada – Sonic the Hedgehog: z okazji dwudziestolecia serii wydana została gra komputerowa Sonic Generations.
- 2 listopada – Shenzhou 8 zacumował do chińskiej stacji Tiangong 1.
- 8 listopada:
  - start rakiety Zenit 2M z sondami Fobos-Grunt i Yinghuo-1 z kosmodromu Bajkonur
  - oficjalne otwarcie gazociągu Nord Stream.
- 11 listopada – premiera gry The Elder Scrolls V: Skyrim.
- 16 listopada – Silvio Berlusconi zrezygnował z urzędu szefa rządu we Włoszech.
- 17 listopada – kapsuła powrotna Shenzhou 8 wylądowała na terenach Mongolii Wewnętrznej.
- 18 listopada – oficjalne wydanie gry Minecraft, która popularność i nagrody zyskała już dzięki publicznej wersji testowej wydanej dwa lata wcześniej.
- 18–20 listopada – podróż apostolska Benedykta XVI do Beninu.
- 25 listopada – została wydana gra komputerowa z gatunku survival horror Afterfall: InSanity.
- 26 listopada – rakieta Atlas V z łazikiem Curiosity wystartowała z bazy Sił Powietrznych USA na przylądku Canaveral (Floryda, USA).

### Grudzień
- 2 grudnia – całkowita utrata kontaktu z sondą Fobos-Grunt.
- 6 grudnia – Elio Di Rupo objął urząd premiera Belgii, kończąc najdłuższy w polityce kryzys rządowy.
- 9 grudnia – podpisano traktat akcesyjny Chorwacji z Unią Europejską.
- 13 grudnia – Al-Munsif al-Marzuki objął stanowisko prezydenta Tunezji.
- 15 grudnia – były prezydent Francji Jacques Chirac został skazany na dwa lata pozbawienia wolności w zawieszeniu za defraudację publicznych pieniędzy i nadużycie zaufania publicznego.
- 16 grudnia – przejście burzy tropikalnej nad wyspą Mindanao, która wywołała powódź. Zmarło ponad 1000 ludzi.
- 17 grudnia – po 17 latach rządów w wieku 69 lat zmarł Kim Dzong Il dyktator Korei Północnej, władzę obejmuje syn Kim Dzong Un.
- 18 grudnia – Zatonięcie platformy Noble Kolskaja na Morzu Ochockim spowodowało śmierć 53 osób.
- 19 grudnia – Liechtenstein wszedł do Strefy Schengen[77]
- 21 grudnia – w zamachu w Afganistanie zginęło 5 polskich żołnierzy.
- 23 grudnia – Sojuz TMA-03M cumuje do Międzynarodowej Stacji Kosmicznej, dostarczając 30. stałą załogę ISS.
- 25 grudnia – terroryści z organizacji Boko Haram zaatakowali świątynie katolickie w Nigerii.
- 28 grudnia – w Pjongjangu odbyły się uroczystości pogrzebowe Kim Dzong Ila.
- 30 grudnia – na Samoa i Tokelau nastąpiła zmiana strefy czasowej poprzez pominięcie daty 30 grudnia. W ten sposób znalazły się one po zachodniej stronie międzynarodowej linii zmiany daty.

## Wydarzenia sportowe
- 29 grudnia-6 stycznia – odbył się 59. Turniej Czterech Skoczni w skokach narciarskich, którego zwycięzcą został Austriak Thomas Morgenstern
- 31 grudnia-9 stycznia – odbyły się zawody Tour de Ski 2010/2011 w biegach narciarskich, w których zwycięzcami zostali Justyna Kowalczyk i Dario Cologna
- 1–15 stycznia – odbył się najsłynniejszy wyścig rajdowy na świecie – Rajd Dakar – który po raz trzeci rozegrany został w Ameryce Południowej.
- 13-30 stycznia – odbyły się Mistrzostwa Świata w Piłce Ręcznej Mężczyzn, w których zwyciężyła reprezentacja Francji[78]
- 17 stycznia – wrestler Shawn Michaels HBK został zatwierdzony do WWE Hall Of Fame
- 21 stycznia – Adam Małysz wygrał konkurs Pucharu Świata w skokach narciarskich w Zakopanem[79]
- 23 stycznia – Kamil Stoch wygrał konkurs Pucharu Świata w skokach narciarskich w Zakopanem[80]
- 2 lutego – Kamil Stoch wygrał konkurs Pucharu Świata w skokach narciarskich w Klingenthal[81]
- 6 lutego:
  - drużyna Green Bay Packers zwyciężyła w Super Bowl XLV[82]
  - Robert Kubica uległ poważnemu wypadkowi podczas rajdu Ronde di Andora[83]
- 8–13 lutego – odbyły się Halowe Mistrzostwa Świata w Hokeju na Trawie, w których zwyciężyły kobieca i męska reprezentacja Niemiec[84]
- 11 lutego – na skoczni w Vikersund norweski skoczek Johan Remen Evensen ustanowił rekord w długości skoku (246,5 m).
- 26 lutego-6 marca – odbyły się Mistrzostwa Świata w Narciarstwie Klasycznym (Oslo).
- 3 marca – Adam Małysz ogłosił zakończenie kariery sportowej.
- 20 marca – Adam Małysz oficjalnie zakończył karierę. Kamil Stoch wygrał konkurs Pucharu Świata w skokach narciarskich w Planicy.
- 26 marca – na Wielkiej Krokwi im. Stanisława Marusarza w Zakopanem odbyły się specjalne zawody, podczas których Adam Małysz zakończył karierę sportową.
- 5–10 kwietnia – odbyły się Mistrzostwa Europy w Gimnastyce Sportowej w Berlinie.
- 16 kwietnia–2 maja – Mistrzostwa Świata w Snookerze 2011 w Sheffield – John Higgins wygrał z Juddem Trumpem 18–15[85].
- 7 czerwca – Brazylijczyk Ronaldo zakończył karierę piłkarską.
- 18 czerwca-3 lipca – drużyna Rosji zwyciężyła podczas Mistrzostw Europy w koszykówce kobiet, które odbywały się w Polsce.
- 16–24 lipca – odbyły się 5. Światowe Wojskowe Igrzyska Sportowe zawody dla sportowców-żołnierzy zorganizowane przez Międzynarodową Radę Sportu Wojskowego (CISM) w brazylijskim Rio de Janeiro. Liczba sportowców 4900 ze 108 krajów. Polska w klasyfikacji medalowej zajęła 4. miejsce.
- 17 lipca – drużyna Japonii zdobyła tytuł mistrza świata w piłce nożnej kobiet 2011 pokonując drużynę Stanów Zjednoczonych w rzutach karnych.
- 5–28 sierpnia – reprezentacja Stanów Zjednoczonych zwyciężyła w zawodach piłki siatkowej kobiet – World Grand Prix – których finały miały miejsce w Makau.
- 17–21 sierpnia – w Segedynie na Węgrzech odbyły się Mistrzostwa Świata w Kajakarstwie.
- 27 sierpnia-4 września – w koreańskim Daegu odbyły się Mistrzostwa Świata w lekkoatletyce.
- 28 sierpnia-4 września – w Bledzie w Słowenii odbyły się Mistrzostwa Świata w Wioślarstwie.
- 31 sierpnia–18 września – drużyna Hiszpanii zdobyła pierwsze miejsce w Mistrzostwach Europy w koszykówce mężczyzn, które odbywały się na Litwie.
- 9 września–23 października – reprezentacja Nowej Zelandii zdobyła Puchar Świata w rugby pokonując w finale Francję.
- 10–18 września – drużyna Serbii, pokonując Włochy, zwyciężyła w Mistrzostwach Europy w piłce siatkowej mężczyzn w Austrii i Czechach. Trzecie miejsce zajęła Polska.
- 16–18 września – w Płowdiwie w Bułgarii odbyły się Mistrzostwa Europy w wioślarstwie.
- 23 września–2 października – drużyna Serbii, pokonując Niemcy, zwyciężyła w Mistrzostwach Europy w piłce siatkowej kobiet w Serbii i Włoszech. Trzecie miejsce zajęła Turcja.
- 2 października – Drużynowym Mistrzem Polski na żużlu został Stelmet Falubaz Zielona Góra.
- 7–16 października – w japońskim Tokio odbyły się Mistrzostwa Świata w Gimnastyce Sportowej(inne języki).
- 8–16 października – w Gdańsku i Sopocie rozgrywane były Mistrzostwa Europy w tenisie stołowym.
- 14-30 października – w meksykańskiej Guadalajarze miały miejsce Igrzyska Panamerykańskie.
- 30 października – Czeszka Petra Kvitová zwyciężyła w turnieju tenisowym TEB BNP Paribas WTA Championships 2011 zamykającym sezon rozgrywek kobiecych w sezonie 2011[86].
- 27 listopada – Szwajcar Roger Federer zwyciężył w turnieju tenisowym ATP World Tour Finals 2011 zamykającym sezon rozgrywek męskich w sezonie 2011[87].
- 8–11 grudnia – w Szczecinie rozgrywane były Mistrzostwa Europy w Pływaniu na krótkim basenie.

## Urodzili się
- 8 stycznia:
  - Józefina, duńska księżniczka
  - Wincenty, duński książę

## Zdarzenia astronomiczne
- 4 stycznia – częściowe zaćmienie Słońca[88]
- 10 stycznia – odkryto planetę Kepler-10b, najmniejszą znaną dotychczas planetę pozasłoneczną[89]
- 18 marca
  - sonda MESSENGER weszła na orbitę Merkurego
  - sonda New Horizons minęła Urana po pięciu latach podróży
- 1 czerwca – częściowe zaćmienie Słońca (Saros 118). Obserwatorzy w północnej Alasce, północnej Kanadzie, Grenlandii, Islandii i części północno-wschodniej Azji zobaczyli stosunkowo nieduże zaćmienie. Największe zaćmienie, o fazie 0,602, było widoczne na dalekim północnym zachodzie Rosji nad Zatoką Czeszską[90][91]
- 15 czerwca – całkowite zaćmienie Księżyca[92]
- 1 lipca – częściowe zaćmienie Słońca[93] (Saros). Tym razem półcień Księżyca zaledwie musnął Ziemię obok Lützow-Holm Bay na wybrzeżu Antarktydy blisko miejsca, gdzie spotykają się Ocean Atlantycki z Oceanem Indyjskim. Największa faza zaćmienia osiągnęła wartość 0,096[90].
- 25 listopada – częściowe zaćmienie Słońca[94] (Saros 123). Zaćmienie było widoczne tylko z ograniczonego obszaru południowej półkuli. Półcień padał na okolice Antarktydy. Najbardziej zewnętrzny brzeg przeszedł przez część nowozelandzkiej Wyspy Południowej, Tasmanię i południowy kraniec Afryki Południowej. Punkt największego zaćmienia o fazie 0,904 znajdował się blisko brzegu Antarktydy[90].
- 10 grudnia – całkowite zaćmienie Księżyca[95]
- 21 grudnia – odkryto planety Kepler 20-e i Kepler-20-f, pierwsze poznane planety pozasłoneczne, które są podobne rozmiarami do Ziemi

## Nagrody Nobla
- z fizyki – Saul Perlmutter, Brian Schmidt, Adam Riess
- z chemii – Dan Szechtman
- z medycyny – Bruce Beutler, Jules Hoffmann, Ralph Steinman
- z ekonomii – Thomas Sargent, Christopher Sims
- z literatury – Tomas Tranströmer
- nagroda pokojowa – Ellen Johnson-Sirleaf, Leymah Gbowee, Tawakkul Karman

## Święta ruchome
- Tłusty czwartek: 3 marca
- Ostatki: 8 marca
- Popielec: 9 marca
- Niedziela Palmowa: 17 kwietnia
- Pamiątka śmierci Jezusa Chrystusa: 17 kwietnia
- Pesach: 19–26 kwietnia
- Wielki Czwartek: 21 kwietnia
- Wielki Piątek: 22 kwietnia
- Wielka Sobota: 23 kwietnia
- Wielkanoc: 24 kwietnia
- Poniedziałek Wielkanocny: 25 kwietnia
- Niedziela Miłosierdzia Bożego: 1 maja
- Wniebowstąpienie Pańskie: 2 czerwca
- Zesłanie Ducha Świętego: 12 czerwca
- Boże Ciało: 23 czerwca
- Chanuka: 20–28 grudnia